# أحمد بن سلطان القاسمي
أحمد بن سلطان بن صقر بن خالد بن سلطان القاسمي (1948-9 يوليو 2020)، هو أحد أبناء حاكم الشارقة الأسبق الشيخ سلطان بن صقر القاسمي وشقيق الشيخ صقر بن سلطان القاسمي حاكم الشارقة (1951-1965). شغل منصب نائب حاكم الشارقة لأكثر من ثلاثين عامًا.

## حياته

### مسيرته المهنية
تولى الشيخ أحمد بن سلطان منصب رئيس مجلس النفط بالشارقة، وكان الرئيس الفخري لشركة دانة غاز، وترأس مجلس إدارة شركة الشارقة لتسييل الغاز المحدودة "شالكو".

### العمل الوزاري
اختير في التشكيل الوزاري الأول لحكومة دولة الإمارات العربية المتحدة عام 1971 كوزير للعدل حتى العام 1977، وظل حتى التشكيل الوزاري الثالث في العام 1990، عين بعدها نائباً للشيخ سلطان بن محمد القاسمي حاكم الشارقة، وظل في منصبه لأكثر من ثلاثين عاماً حتى وفاته.

## وفاته
توفي 9 يوليو 2020 في المملكة المتحدة.